# 孟幹
孟 幹（もう かん、生没年不詳）は、中国三国時代から西晋にかけての武将。蜀漢・西晋に仕えた。

## 生涯
蜀漢に仕え安南将軍霍弋の下で牙門将を務めていた。蜀漢が滅亡すると霍弋に従い魏に降伏した。咸熙元年（264年）、交阯で郡吏の呂興が呉に対して反乱を起こすと、交州刺史に任命されていた霍弋は呂興救援のために馬融・楊稷・毛炅らと共に出陣した。霍弋の計略に従い楊稷・毛炅・董元・王素らと共に水陸二路から進軍して交州を平定し、呉の派遣した大都督脩則・交州刺史劉俊を三度破り、さらに古城においてその首を斬った。さらに数度にわたり交州諸郡に攻め込んだ。呉は虞汜を監軍、薛珝を威南将軍・大都督、陶璜を蒼梧太守に任じ、楊稷を防がせた。分水で戦闘となって陶璜を破り、配下の将軍二人を討った。
霍弋が亡くなると、泰始7年（271年）春、孫晧は大都督薛珝・交州刺史陶璜率いる10万の大軍を交阯に派遣した。楊稷は毛炅・孟岳らにこれを防がせるも、封渓において戦闘になり衆寡敵せず敗北した。彼らはわずかな兵とともに交阯に戻り、城を固めた。かつて霍弋は「賊軍に包囲されて百日未満で降伏した者は家族を処刑する。百日以上して援軍が到着しなかったならば私が罪を引き受けよう」と語っていたが、城内は百日経たずして兵糧が底を突き、降伏を申し出た。陶璜はそれを許さずに兵糧を与えてまで守らせた。諸将がこれを訝しがると、陶璜は「霍弋はすでに死亡しており、楊稷らを救援することができない。まず期日を満たし、それから降伏を受け入れてやれば、彼らは罪を被ることがなく、義を立てることになる。内向きには百姓への教育になり、外向きには隣国を懐柔することになるのだ」と言った。期日になって食糧が底を突き、援軍も到着しなかったので、陶璜に改めて降伏した。
陶璜は捕らえた孟幹・爨能・李松らを建業に護送した。到着した孟幹らを孫晧は殺そうとした。ある人が「彼らは職務に忠実ですから、赦免して国境の敵将を抱き込む手本にすべきです」と勧めたので、孫晧はその意見を聞き入れて彼らを臨海へ住まわせた。
孟幹らは北方へ帰りたいと願っていたので、はるか東方へと移住させられるのが不安になった。そこで、呉の人々が蜀の竹製の弩を愛用していることに目を付け、我々は弩の制作に長けていると言上した。孫晧は彼らを建業に留め置いて弩を作る部署を設けたが、孟幹は洛陽へ逃げ、取り残された爨能・李松らは処刑された。その後、孟幹が呉討伐の計略を上表したので、司馬炎は手厚い褒美を与えて日南太守に取り立てた。以降の経歴は不明である。